# الیو تورای-سیدی
الیو تورای-سیدی (انگلیسی: Alieu Touray-Saidy؛ زادهٔ ۸ سپتامبر ۱۹۷۶) بازیکن فوتبال اهل ایالات متحده آمریکا است.